# Miloš Vaník
Miloš Vaník (* 29. März 1968 in Prag, Tschechoslowakei) ist ein ehemaliger deutsch-tschechischer Eishockeyspieler, der unter anderem für den ESV Kaufbeuren, EV Landshut, EC Hedos München, EHC Freiburg, EC in Hannover, die Nürnberg Ice Tigers und Moskitos Essen in der Bundesliga bzw. Deutschen Eishockey Liga (DEL) aktiv war.

## Karriere
Im Alter von 17 Jahren spielte Miloš Vaník erstmals für den EHC Freiburg in der 2. Bundesliga, mit dem er in der Saison 1986/87 die Zweitliga-Meisterschaft gewann. Im folgenden Sommer wurde er beim NHL Entry Draft 1987 in der elften Runde und an 225. Position von den Washington Capitals gezogen. Zu einem Einsatz in der National Hockey League (NHL) kam es aber nie. Stattdessen verbrachte der Stürmer seine gesamte Karriere in Deutschland.
Nach dem Draft wurde Vaník vom ESV Kaufbeuren (ESVK) aus der Bundesliga verpflichtet, in der er die folgenden sechs Spielzeiten verbrachte. Nach zwei Jahren beim ESVK spielte er jeweils ein Jahr lang beim EV Landshut und EC Hedos München, bevor er 1991 zum zwischenzeitlich aufgestiegenen EHC Freiburg zurückkehrte. Nachdem dem Verein im Jahr 1993 die Lizenz entzogen worden war, schloss sich der Deutsch-Tscheche dem Zweitligisten ECD Sauerland an, der im Anschluss an die Spielzeit 1993/94 aber ebenfalls seinen Spielbetrieb einstellen musste.
Vaník fand daraufhin wieder einen Platz in der höchsten deutschen Spielklasse. In der neu gegründeten Deutschen Eishockey Liga (DEL) spielte er zunächst für den EC in Hannover, bevor er während der Saison 1995/96 zu den Nürnberg Ice Tigers wechselte. Ein Jahr später wurde er an den Deggendorfer EC in der zweitklassigen 1. Liga abgegeben. Dort spielte er in der Saison 1997/98 für den EV Landsberg, bevor er noch einmal eine Spielzeit beim inzwischen drittklassigen Deggendorfer EC bestritt. Die Saison 1999/2000 verbrachte er beim SC Bietigheim-Bissingen.
Nachdem sich Vaník vor Beginn der Spielzeit 2000/01 zunächst mit keinem höherklassigen Team auf einen Vertrag einigen konnte, begann er die Saison beim ECDC Memmingen in der Landesliga Bayern und hielt sich zudem beim ESV Kaufbeuren fit, für den er aber kein Pflichtspiel bestritt. Im Januar 2001 wurde er dann vom DEL-Klub Moskitos Essen verpflichtet, für den er bis zum Abstieg in der Saison 2001/02 aktiv war. Nach einem weiteren Jahr in der 2. Bundesliga für die Eisbären Regensburg und den EV Duisburg beendete er im Jahr 2003 seine Karriere.

## Erfolge und Auszeichnungen
- 1987 Meister der 2. Bundesliga mit dem EHC Freiburg

## Karrierestatistik
(Legende zur Spielerstatistik: Sp oder GP = absolvierte Spiele; T oder G = erzielte Tore; V oder A = erzielte Assists; Pkt oder Pts = erzielte Scorerpunkte; SM oder PIM = erhaltene Strafminuten; +/− = Plus/Minus-Bilanz; PP = erzielte Überzahltore; SH = erzielte Unterzahltore; GW = erzielte Siegtore; 1 Play-downs/Relegation; Kursiv: Statistik nicht vollständig)

## Familie
Miloš Vaník ist der Vater der Tennisspielerin Jana Vanik.